# 雅克梅勒
雅克梅勒（法語：Jacmel，法語發音：[ʒakmɛl]）位於海地南部加勒比海沿岸，是東南省的首府。
雅克梅勒的历史可追溯至1698年，1925年以后，它被称为“光之城”，因其在当年成为了加勒比海地区第一个通了电的城市。
当地一年一度的狂欢节和电影节在海地比较有名。

## 友好城市
- 法国斯特拉斯堡
- 美国佛罗里达州棕榈滩
- 海地太子港